# Centro de Edafología y Biología Aplicada del Segura
El Centro de Edafología y Biología Aplicada del Segura (CEBAS) es el único centro de investigación dependiente del Consejo Superior de Investigaciones Científicas (CSIC) en la Región de Murcia y es el mayor centro de investigación público en dicha Región.
El CEBAS persigue contribuir, a través de la investigación, a generar los conocimientos necesarios que permitan desarrollar estrategias para conseguir la Sostenibilidad de los frágiles recursos existentes en zonas semiáridas, gestionándolos correctamente y haciendo posible en ese entorno, el desarrollo de una agricultura de calidad y la obtención de alimentos vegetales saludables y seguros.
Se trata de un instituto de investigación singular, ya que es un centro multidisciplinar que lleva a cabo investigaciones en tres áreas científico-técnicas relacionadas: Ciencias Agrarias, Ciencia y Tecnología de los Alimentos, y Recursos Naturales, las cuales funcionan con la necesaria autonomía, pero dentro de un nexo común como es el propio Centro.

## Historia
En marzo de 1954 se crea la Sección de Edafología Aplicada de Murcia, dependiente del Patronato “Alonso de Herrera”. Se nombra jefe de la misma al Dr. Octavio Carpena, por entonces Colaborador Científico del CSIC (desde 1951).
En 1955, el CSIC llega a un acuerdo con la Universidad de Murcia para instalar dicha sección con sus laboratorios, en la Facultad de Ciencias y en concreto, en la cátedra de Química Analítica, ya que no tenía un sitio físico donde instalarse. En un principio, esta nueva sección del CSIC se centra en investigar problemas de la agricultura regional y en asesorar directamente a los agricultores.
En 1958 ya se transforma la Sección de Edafología en el Centro de Edafología y Biología Aplicada del Segura (CEBAS), siendo director el Dr. Carpena. Entonces, el CEBAS contaba con 4 secciones: Biología, Químico-Física y Cartografía de Suelos, Edafología y Química Analítica.
En 1959 se adquiere el terreno de la actual finca experimental en Las Matanzas (Santomera).
En 1961, el CEBAS consigue el Premio Nacional de Investigación “Francisco Franco” por un estudio titulado “Estudio edafológico y agrobiológico de la Huerta de Murcia”. En 1962, obtiene el Premio Nacional de Investigación por el trabajo “Pimientos y Pimentón”.
En 1967 se construye el edificio en la avenida de la Fama que albergaría un año después al CEBAS con todas sus unidades y secciones. Ese mismo año el CEBAS conseguiría el premio Hermandad Sindical de Labradores y Ganaderos de Murcia por el trabajo “La agricultura murciana: sus problemas y soluciones”, y de nuevo en 1970 por el “Limón murciano”.
En 1971, el CEBAS contaba con 6 departamentos: Biología, Edafología, Fertilidad de los Suelos y Nutrición vegetal, Química agrícola, Economía Agrícola y Asistencia Técnica, y 9 secciones: Fisiología Vegetal, Bioquímica Vegetal, Génesis y Tipología de Suelos, Cartografía y Sistemática de Suelos, Química Analítica, Fertilidad de los Suelos, Industrias Agrícolas, Radioisótopos, Economía Regional. Además, contaba con los laboratorios de Salinidad y Nutrición Animal y un Servicio de Orientación y Desarrollo. 
En 1973, Octavio Carpena es nombrado Secretario General del CSIC, quedando Ángel Ortuño como Director del CEBAS. En ese mismo año, el CEBAS organizó el Primer Congreso Mundial de Citricultura.
En 1992 comienzan las gestiones con la CARM para el traslado del CEBAS a una nueva sede en el Campus Universitario de Espinardo, que culminó en el año 2000.

## Departamentos
La estructura del CEBAS está organizada en seis Departamentos y estos a su vez en grupos de investigación. Los Departamentos son: 
- Departamento de Conservación de suelos y agua y Manejo de recursos orgánicos

- Departamento de Riego

- Departamento de Nutrición Vegetal

- Departamento de Biología del Estrés y Patología Vegetal

- Departamento de Mejora Vegetal

- Departamento de Ciencia y Tecnología de Alimentos